# Ospedale Reale di Granada

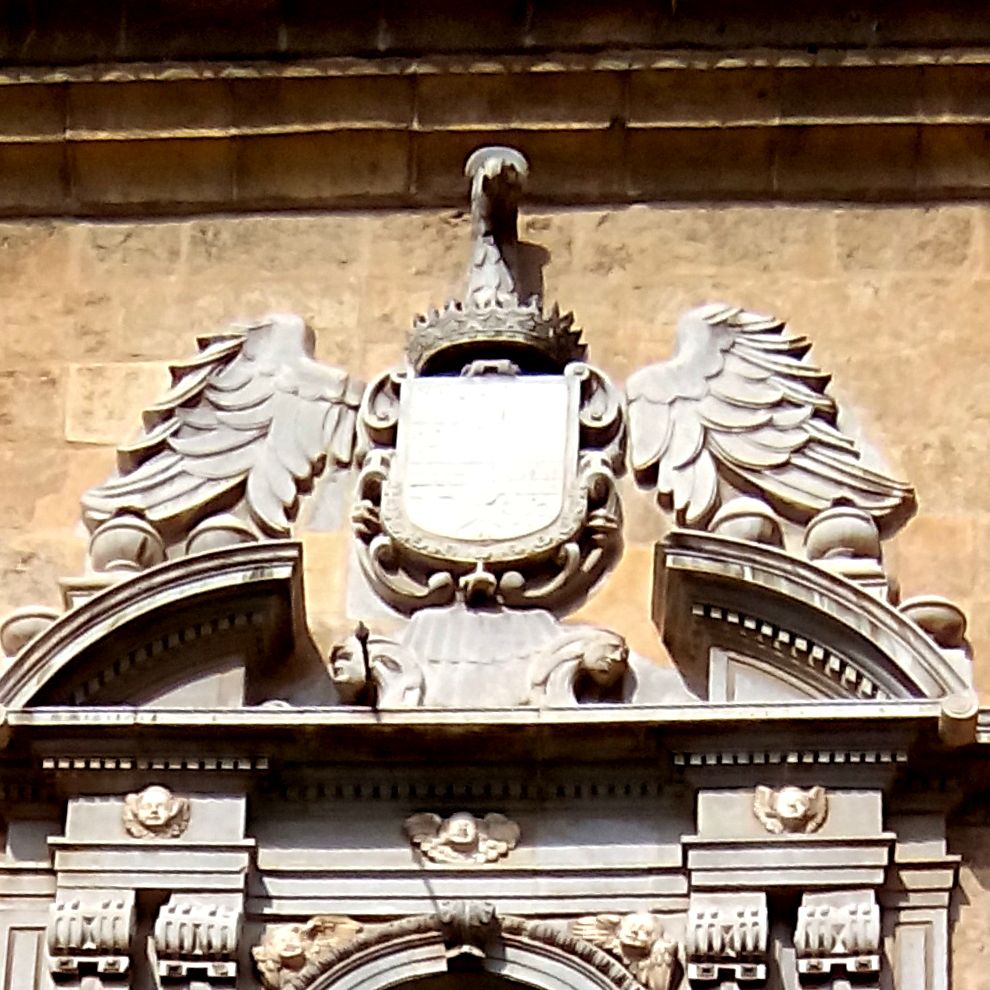
Dettaglio dello scudo nella porta

L'Ospedale Reale di Granada è stato un antico ospedale reale situato a Granada, comunità autonoma di Andalusia in Spagna. Si trova in prossimità dei Giardini del Trionfo e del Convento dei Cappuccini, tra le calle Real de Cartuja, Ancha de Capuchinos e Cuesta del Hospicio, essendo su quest'ultima l'accesso all'edificio. Attualmente, è la sede del  Rettorato dell'Università di Granada, della Biblioteca Universitaria e di alcuni dei servizi di gestione centrale. È stato dichiarato Monumento Storico Artistico, ed è classificato Bien de Interés Cultural.

## Storia

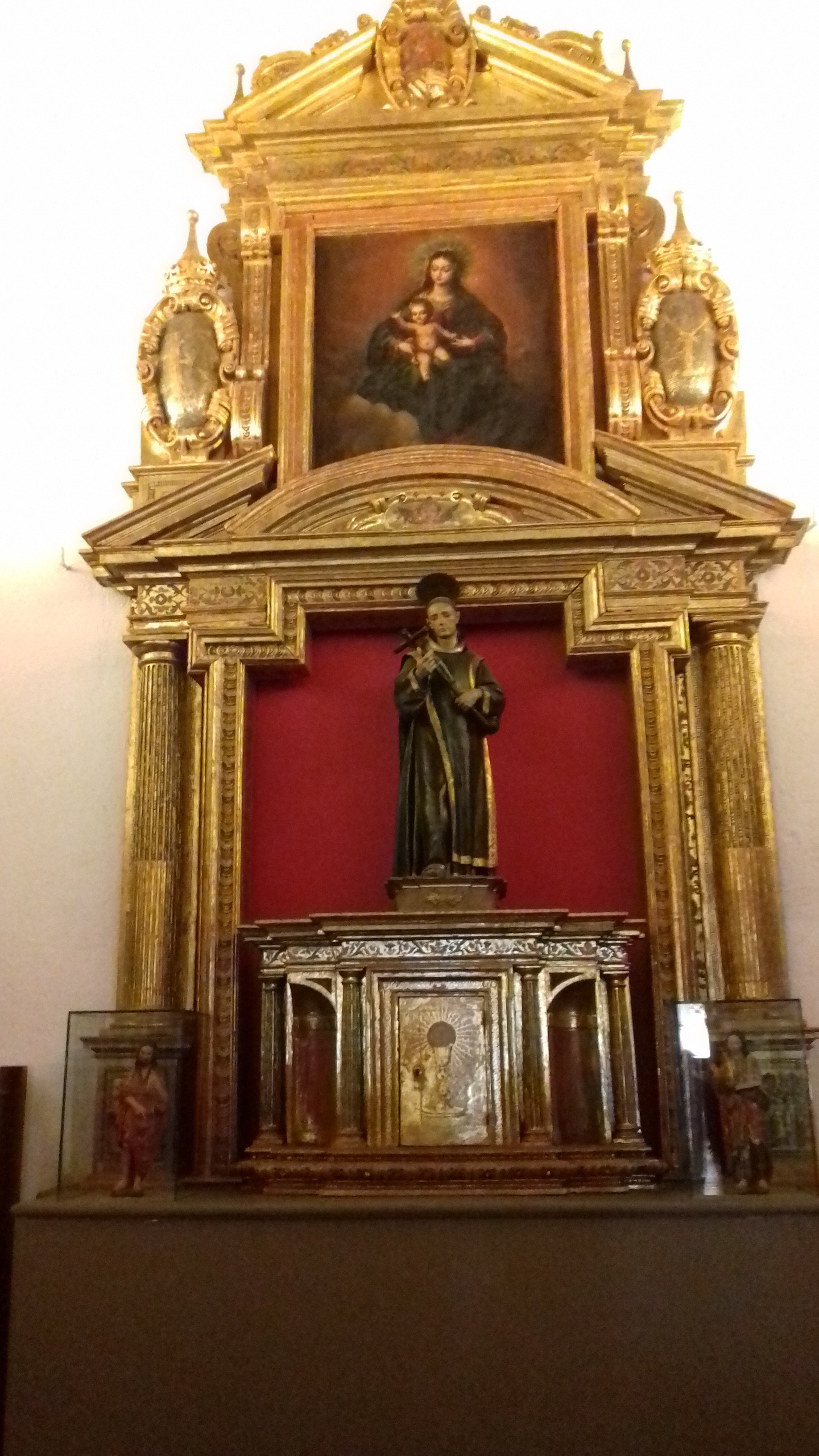
Pala d'altare all'interno della biblioteca

Dopo la conquista di Granada, nel 1492, i Re cattolici decisero di intraprendere numerosi lavori nella città, trasformandola nell'ultimo grande nucleo dell'architettura gotica spagnola. Tra le opere spiccano la Cappella Reale e il Regio Ospedale, che grazie ad una bolla dei Re cattolici emanata a Medina del Campo, il 15 settembre 1504, venne ordinato di fondare l'ospedale, che avrebbe sostituito quello insediato nell'Alhambra nel 1501. Inizialmente si pensava di collocarlo tra la Puerta de Bib-rambla e quella di Bibalmazán, ma nel 1511 si decise di costruirlo su un vecchio cimitero musulmano, vicino alla Puerta de Elvira (la sua posizione attuale), visto che le esigenze del tempo erano quelle di installare ospedali in luoghi più sani e fuori le mura.
La costruzione venne interrotta dopo la morte di Fernando il Cattolico e riprese nel 1522 ad opera dell'imperatore Carlo V. Cominciò a funzionare come ospedale nel 1525 e venne inaugurato nel 1526 anche se incompleto, poiché mancava la decorazione dei cortili (tranne quello della Cappella), delle finestre, del portico e di un buono numero di soffitti a cassettoni. Il portico, opera di Alonso de Mena, venne terminato nel 1640. I lavori e le ristrutturazioni andarono avanti tra il  XVI e il XVIII secolo.
In principio era destinato ad accogliere malati di sifilide, ma dal 1536 ospitò anche i matti a seguito della chiusura del Maristán (antico ospedale musulmano situato nell'Albayzín, accanto a El Bañuelo). Più tardi venne destinato alla cura dei malati del mal francese di tutta la Spagna.
Dopo la Desamortización di Mendizábal, nel 1835, l'Ospedale venne gestito dalla Diputación Provincial, che vi trasferì l'Asilo de ancianos e la Casa de dementes. Nel 1961, l'Ospedale Reale venne acquistato dal Ministero di Educazione Nazionale in uno stato di conservazione pessima. A partire da quel momento, la Direzione generale di belle arti iniziò i lavori di restauro assegnati all'architetto Francisco Prieto Moreno, decidendo se destinarlo ad ospitare mostre di arazzi del Patrimonio Nazionale o dedicarlo ad installazioni universitarie. L'Università fece allora una proposta affinché diventasse la sede della Biblioteca Universitaria, senza che per questo non potesse anche divenire un museo e sala per esposizioni.
Nel 1971 passò a far parte del Patrimonio universitario, e iniziarono i lavori di restauro e pulizia. In questa occasione vennero collocati, sulla facciata, i cancelli provenienti dell'Ospedale di San Lázaro. Nel 1978 l'architetto Francisco Jiménez Querce redasse un nuovo progetto per adattare l'edificio alle sue nuove funzioni come sede del Rettorato, dei servizi generali e della Biblioteca Universitaria. Nel decennio degli anni ottanta, continuarono i lavori di ristrutturazione che riguardarono principalmente la torre nolare, i tetti delle gallerie alte del Cortile dei Marmi e l'aspetto esterno dell'edificio.

## L'edificio

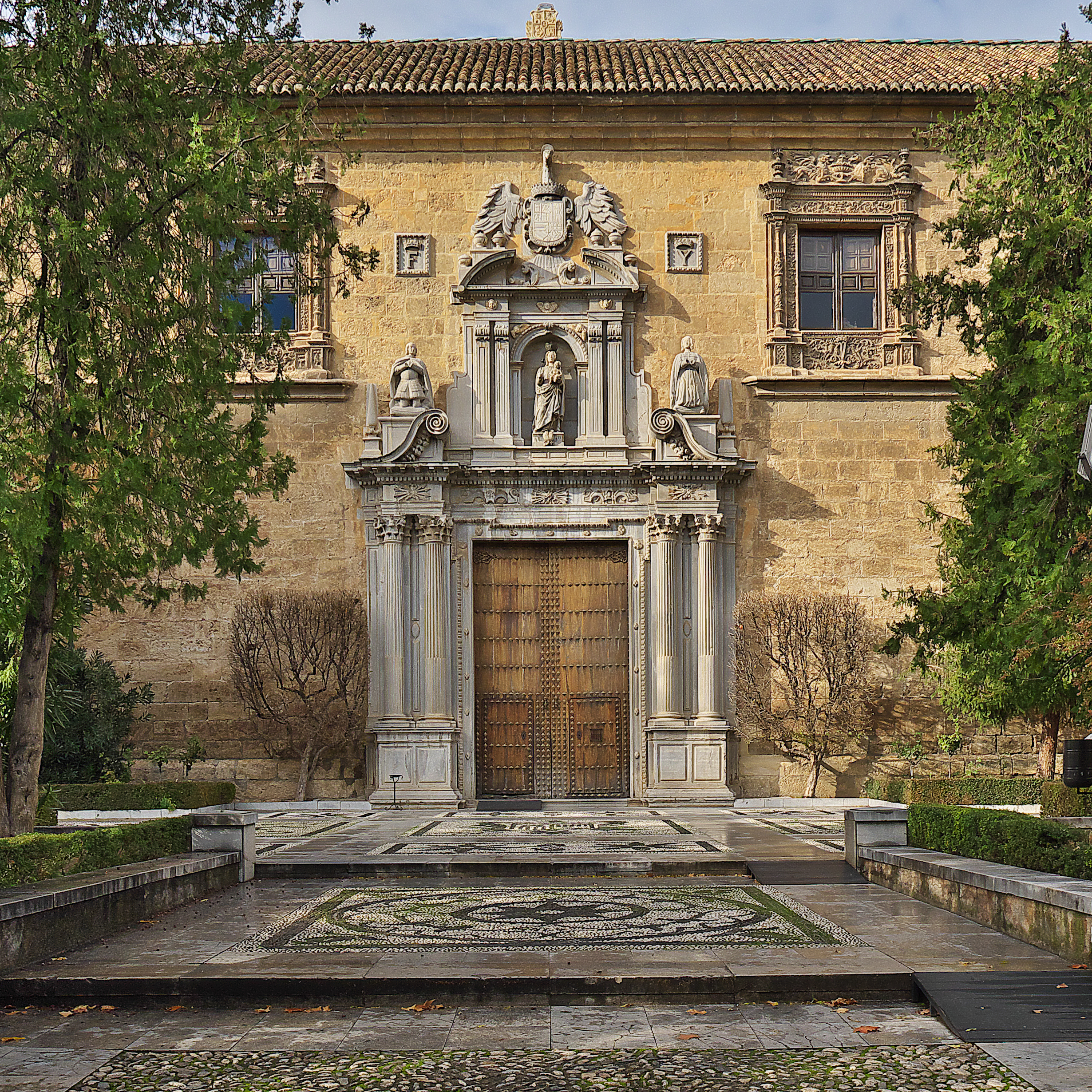
Portale

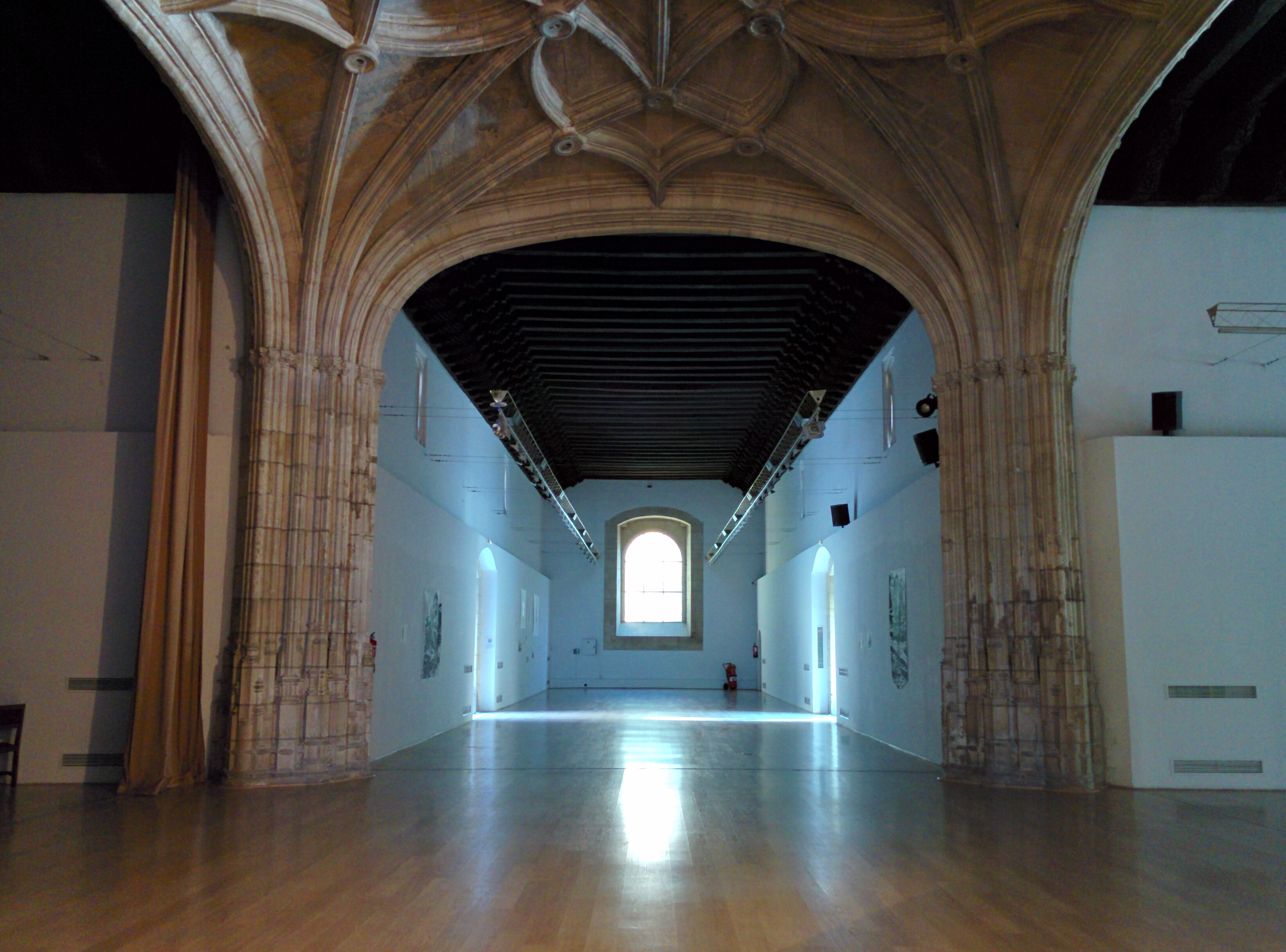
Interno all'altezza della crociera

È un'opera eclettica, dove sono mischiati elementi gotici, rinascimentali e mudéjar, nella quale operarono i più importanti artisti dell'epoca: Enrique Egas che si ritiene sia stato l'architetto del progetto, Pedro Machuca e Diego de Siloé, tra gli altri.
Egas ripeté lo schema dell'Ospedale di Santa Croce, prendendo come modello l'Ospedale Maggiore di Milano, opera di Filarete copiato da tutta Europa a partire dal XVI secolo. L'edificio ha una pianta a croce greca inscritta in un quadrato, ai cui angoli ci sono quattro cortili simmetrici. Ha due piani, ma nell'angolo sud-est c'è un terzo piano, con balconi all'esterno, noto come Sala dei Convalescenti, orientata sui Giardini del Trionfo.
La facciata principale, realizzata da Garcia de Pradas nel 1522, presenta quattro finestre plateresche molto decorate, con le iniziali e emblemi dei fondatori e dell'Imperatore. Nel centro si apre il portale, di pietra di Elvira, realizzato nel 1632, nel quale appaiono i simboli dei Re cattolici, giogo e frecce, un'immagine della Vergine e ai lati le figure oranti dei Re cattolici realizzati da Alonso de Mena. Nel frontone circolare c'è uno scudo degli stemmi reali, sostenuto dall'aquila di San Giovanni.
Per un ampio zaguán si accede alle varie dipendenze dell'edificio. Ha pianta rettangolare ed è coperto da un tetto in legno. La porta di fronte introduce alle navate e è costituita da un arco a tutto sesto che poggia su piccole colonne. Le porte laterali conducono ai cortili e al piano superiore o nobile.
La crociera, punto di incrocio delle quattro navate, divide in due, cosa inusuale, poiché normalmente questo spazio era unico tra i due piani. Il piano inferiore è coperto da una volta a nervature, e il piano nobile da una cupola in legno, ricostruita dopo l'incendio del 1549 e disegnata da Melchor de Arroyo, con l'approvazione di Diego de Siloé, essendo questi lavori tra i più importanti della carpenteria del XVI secolo. Le navate al piano terra sono decorate in pietra, in stili molto vari, gotico, mudéjar e rinascimentale, e quelle del piano superiore con armature mudéjar. Dei quattro cortili progettati, solo due sono stati completati.

### Il cortile dei Marmi

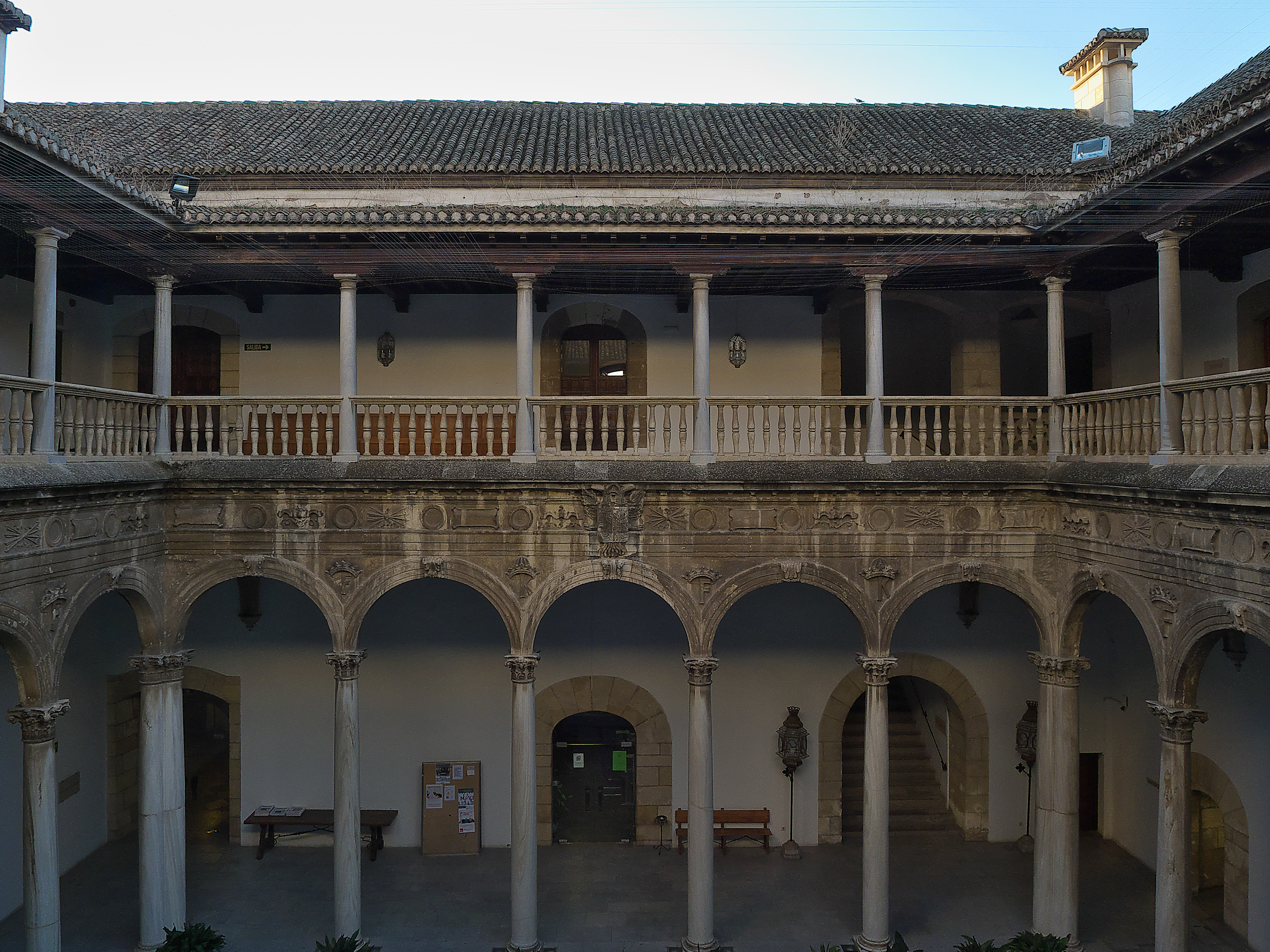
Cortile dei Marmi

È il più ricco ma venne realizzata solo la parte inferiore, formata da venti archi, cinque per ogni lato, su colonne, con le iniziali di Isabella (E) e Ferdinando (F), e scudi e pannelli dei Re cattolici e di Carlo V, oltre al giogo e al fascio di frecce. È opera di Martín de Bolívar.

### Il cortile della Cappella

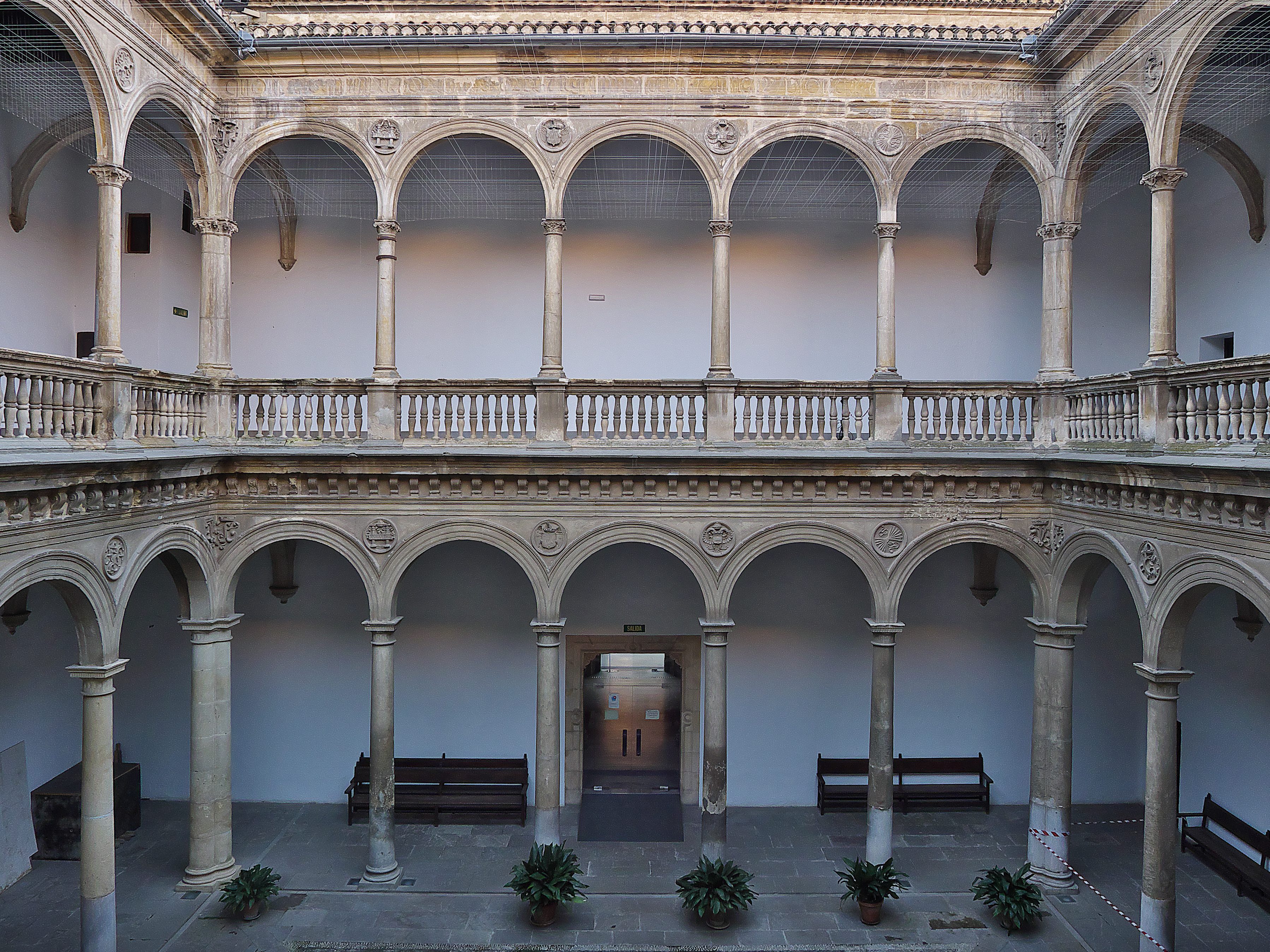
Cortile della Cappella

Fu terminato in 1536, come risulta dall'iscrizione del piano superiore del cortile. Consta di due piani formati con archi a tutto sesto su colonne doriche nel piano terra e corinzie in quello superiore. Gli emblemi e iniziali sono le stesse di quelle del cortile precedente, ma sulla cornice appare un'iscrizione che allude ai Re cattolici e a Carlo V. Ha quattro porte su ogni lato, e una fonte al centro di molto posteriore al progetto iniziale. Nel lato nord-est esiste un pozzo, di epoca ignota. Il nome del patio ci ricorda che qui si trovava la cappella dove c'era una pala d'altare del 1647 che custodiva all'interno di una croce il legno dei ceppi in cui fu imprigionato San Juan de Dios, di cui si dice che nell'incendio avvenuto nel 1549 aveva partecipato al soccorso dei malati.

## Il rifornimento d'acqua
Il sistema di rifornimento dell'acqua dell'Ospedale Reale, al momento della sua messa in funzione e fino all'installazione dell'acqua corrente, era un grande vantaggio per l'assistenza ospedaliera e per l'igiene poiché permetteva l'accesso al prezioso elemento liquido da qualunque dei quattro cortili.
L'acqua, proveniente dell'acequia Aynadamar, si accumulava nella vasca costruita sotto l'immobile, il cui accesso si trovava nel Cortile degli Innocenti, e veniva estratta rapidamente e in maniera comoda, tramite i pozzi situati nei cortili, ad eccezione del Cortile dell'Archiviazione, dove al posto del pozzo c'era un pilastro a due canne, probabilmente dovuto all'uso più domestico di questo cortile dove si trovavano le abitazioni del personale dell'Ospedale Reale.

## Biblioteca

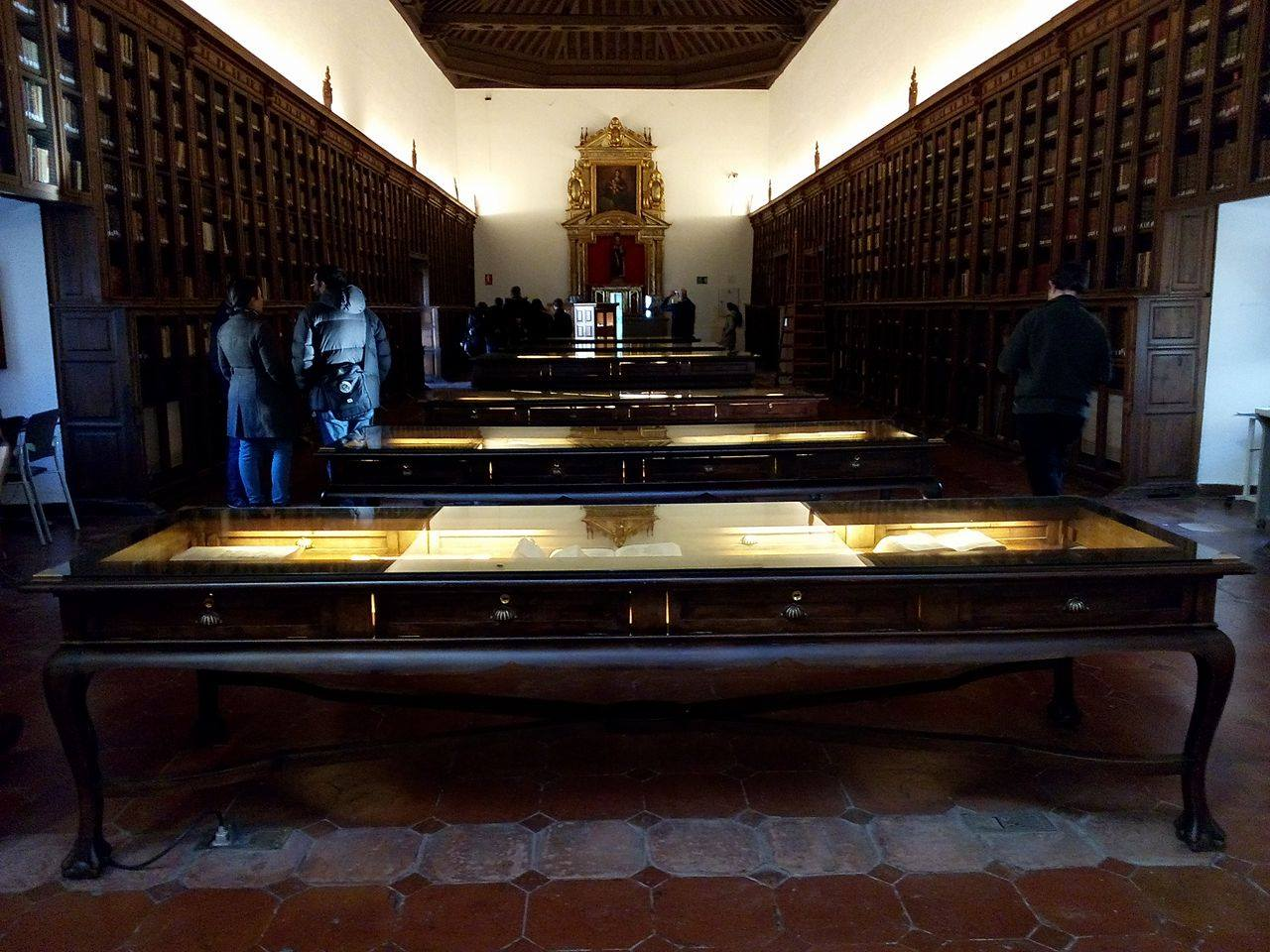
Interno della biblioteca

La biblioteca si trova nella parte alta dell'edificio, e vi si accede attraverso il cortile dell'Archiviazione. Per quanto riguarda la sua origine si conosce poco, a causa dell'incendio del 1886. Quindi, si può dire che la storia della biblioteca iniziò con la fondazione dello Studio Generale di Logica, Filosofia, Teologia e Canoni, fondato dopo la visita in città di Carlo V nel 1526.
L'Università si trasferì nell'edificio del vecchio Collegio dei Gesuiti di San Pablo, così che anche i fondi della biblioteca del collegio entrarono a far parte dell'Università, aumentandola di 29.483 volumi a stampa. Nella sua collezione sono presenti numerosi incunaboli, alcuni codici e numerosi archivi.
Nel 1841 la biblioteca universitaria accrebbe il patrimonio con un importante gruppo di opere bibliografiche, tra cui si trovano i libri sequestrati ai conventi del capoluogo e della provincia.